# La Porta Ferrissa
La Porta Ferrissa és una obra de Lleida inclosa a l'Inventari del Patrimoni Arquitectònic de Catalunya.

## Descripció
Es tracta d'un carrer antic de la ciutat que comença a l'encreuament amb els carrers de la Magdalena i del Carme, i que es dilueix amb l'eixamplament produït per la Plaça de la Sal. El carrer Capità Masip, una encimbellat ascens, pujada per escales, i els carrerons que baixen del Canyeret, hi conflueixen. El carrer es troba pavimentat per possibilitar el passeig dels vianants, així com vorejada d'edificis de planta baixa i tres o quatre pisos

## Història
La Porta Ferrissa és una denominació urbana de la Lleida medieval (segles XII-XV), que ha tornat a reviscolar actualment. Probablement per aquest carrer passaria el camí que s'adreçava, via est, als pobles de la Noguera. El 1150, la porta de Corbina era la mateixa que Porta Ferrissa. Era un barri petit d'artesans de la parròquia de Sant Joan. El 1864 es modernitzà el sistema de clavegueres d'aquest sector i es pavimentaren els carrers. El 1869 es rectificaren alguns carrers del tram de la vora, i, a conseqüència de les destrosses de la Guerra civil espanyola, es pogué emporxar el tram final, avui anomenat carrer de Sant Joan.